# Paul Rudd

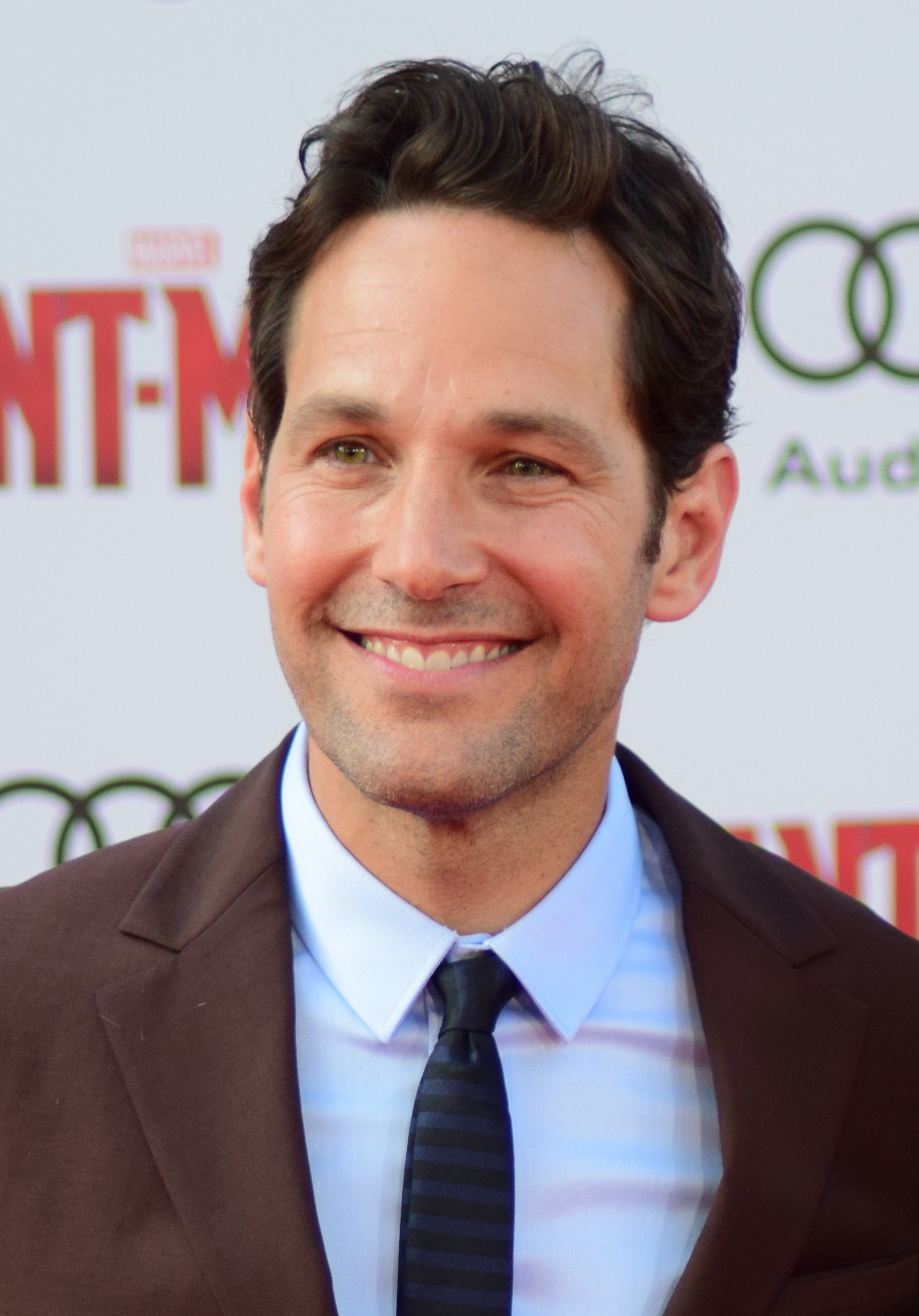
Paul Rudd bei der Filmpremiere von Ant-Man im Juni 2015.

Paul Stephen Rudd (* 6. April 1969 in Passaic, New Jersey) ist ein US-amerikanischer Filmschauspieler, Drehbuchautor und Filmproduzent.

## Leben
Paul Rudds Eltern waren als Nachfahren aschkenasischer Juden aus dem Baltikum und Russland von London in die USA ausgewandert. Ihre Familiennamen waren väterlicherseits Rudnitsky, mütterlicherseits Goldstein. Rudds Vater Michael (gestorben 2008) war ein Vizepräsident der Trans World Airlines. Rudds Mutter Gloria Irene Granville war Managerin bei der Fernsehstation CMO-TV in Kansas City.
Als Paul zehn Jahre alt war, zog die Familie aus beruflichen Gründen nach Lenexa, Kansas, und später nach Anaheim, Kalifornien. Er hatte seine Bar Mitzwa in Ontario, wo er aufgewachsen war. Seinen Schulabschluss machte Rudd 1987 an der Broadmoor Junior High. Danach studierte er an der Universität von Kansas im Hauptfach Theaterwissenschaften. Dort wurde er Mitglied der Studentenverbindung Sigma-Ny. Danach studierte er an der American Academy of Dramatic Arts. Während dieser Zeit arbeitete er zunächst als DJ, später in der Fabrik der Holiday Ham Company in Overland Park, Kansas.
Rudd ist mit Julie Yaeger verheiratet. Die beiden haben einen Sohn und eine Tochter.

## Filmkarriere
Eine erste Filmrolle übernahm Rudd im Jahr 1995 in Halloween VI – Der Fluch des Michael Myers. Drei Jahre später war er zusammen mit Jennifer Aniston in dem sehr erfolgreichen Film Liebe in jeder Beziehung im Kino zu sehen. Daneben spielte er in den Kinofilmen On the Edge, Liebe per Express und Clueless – Was sonst! mit. Außerdem war er auch in einer Gastrolle in der gleichnamigen Fernsehserie zu sehen.
In der Comedy-Fernsehserie Friends spielte er die Rolle von Mike (in Staffel neun und zehn), der sich in Phoebe (Lisa Kudrow) verliebt. 2004 trat er in Anchorman – Die Legende von Ron Burgundy in einer Nebenrolle auf. Als wilder Rockstar mit weichem Kern trat er in einer Episode der dritten Staffel der Teen-Noir-Fernsehserie Veronica Mars auf.
2005 war er in dem Film Jungfrau (40), männlich, sucht … von Judd Apatow zu sehen. Apatow führte auch bei seinem nächsten Film, Beim ersten Mal (2007), Regie. Im selben war Rudd in der romantischen Komödie Hauptsache verliebt als junger Liebhaber von Michelle Pfeiffer und an der Seite von Jessica Alba, Winona Ryder und Adam Brody in dem Film Das 10 Gebote Movie als Jeff zu sehen. Für den Film Vorbilder?!, in dem er 2008 eine Rolle übernahm, schrieb er zusammen mit David Wain auch das Drehbuch. Im Film Our Idiot Brother von 2011 spielte er die Hauptrolle.
Rudd ist auch ein bekannter Bühnenschauspieler. Sein Broadway-Debüt hatte er 1997 in Alfred Uhrys Stück The Last Night of Ballyhoo. 2000/2001 spielte er am Lyric Theatre in London in Eugene O’Neills Stück Eines langen Tages Reise in die Nacht neben Jessica Lange und Charles Dance die Rolle von James Tyrone Jr. Im Anschluss spielte er an der Seite von Rachel Weisz die männliche Hauptrolle in der Uraufführung von The Shape of Things von Neil LaBute am Londoner Almeida Theatre, das 2003 in derselben Besetzung verfilmt wurde. 2006 war er neben Julia Roberts in dem Stück Three Days of Rain zu sehen.
2015 war er als Ant-Man im gleichnamigen Film zu sehen, der die „zweite Phase“ des Marvel Cinematic Universe abschließt. Er war auch an der Drehbuchentwicklung beteiligt. Dieselbe Rolle übernahm er 2016 in The First Avenger: Civil War, in Ant-Man and the Wasp (2018) und in Avengers: Endgame (2019). 2023 folgte Ant-Man and the Wasp: Quantumania.
2021 spielte Rudd den Psychiater Dr. Isaac Herschkopf in der Fernsehserie Der Therapeut von Nebenan, basierend auf dem investigativen Podcast The Shrink Next Door. Seine deutsche Synchronstimme stammt in der Regel von Norman Matt.

## Filmografie

### Schauspieler
- 1992–1995: Ein Strauß Töchter (Sisters, Fernsehserie, 20 Folgen)
- 1993: American Inferno (The Fire Next Time, zweiteiliger Fernsehfilm)
- 1994: Wild Oats (Fernsehserie, sechs Folgen)
- 1995: Halloween VI – Der Fluch des Michael Myers (Halloween: The Curse of Michael Myers)
- 1995: Clueless – Was sonst! (Clueless)
- 1996: William Shakespeares Romeo + Julia (William Shakespeare’s Romeo + Juliet)
- 1997: Liebe per Express (Overnight Delivery)
- 1997: Kansas Nights (The Locusts)
- 1998: Liebe in jeder Beziehung (The Object of My Affection)
- 1999: Eine Nacht in New York (200 Cigarettes)
- 1999: Gottes Werk & Teufels Beitrag (The Cider House Rules)
- 2000: Der große Gatsby (The Great Gatsby, Fernsehfilm)
- 2001: Wet Hot American Summer
- 2003: The Shape of Things
- 2003: Two Days
- 2002–2004: Friends (Fernsehserie, 18 Folgen)
- 2004: P.S. – Liebe auf Anfang (P.S.)
- 2004: Anchorman – Die Legende von Ron Burgundy (Anchorman: The Legend of Ron Burgundy)
- 2004: Wake Up, Ron Burgundy: The Lost Movie
- 2005: Jungfrau (40), männlich, sucht … (The 40 Year Old Virgin)
- 2005: The Baxter
- 2006: The OH in Ohio
- 2006: Nachts im Museum (Night at the Museum)
- 2007: Beim ersten Mal (Knocked Up)
- 2007: Veronica Mars (Fernsehserie)
- 2007: Das 10 Gebote Movie (The Ten)
- 2007: Walk Hard: Die Dewey Cox Story (Walk Hard: The Dewey Cox Story)
- 2007: Hauptsache verliebt (I Could Never Be Your Woman)
- 2007: Dein Ex – Mein Albtraum (The Ex)
- 2008: Nur über ihre Leiche (Over Her Dead Body)
- 2008: Nie wieder Sex mit der Ex (Forgetting Sarah Marshall)
- 2008: Vorbilder?! (Role Models)
- 2009: Trauzeuge gesucht! (I Love You, Man)
- 2009: Monsters vs. Aliens (Stimme von Derek)
- 2009: Year One – Aller Anfang ist schwer (Year One)
- 2010: Dinner für Spinner (Dinner for Schmucks)
- 2010: Woher weißt du, dass es Liebe ist (How Do You Know?)
- 2011: Our Idiot Brother
- 2012: Wanderlust – Der Trip ihres Lebens (Wanderlust)
- 2012: Vielleicht lieber morgen (The Perks of Being a Wallflower)
- 2012: Immer Ärger mit 40 (This is 40)
- 2012, 2015: Parks and Recreation (Fernsehserie, 5 Folgen)
- 2013: Prince Avalanche
- 2013: Zugelassen – Gib der Liebe eine Chance (Admission)
- 2013: Das ist das Ende (This Is the End)
- 2013: Anchorman – Die Legende kehrt zurück (Anchorman 2: The Legend Continues)
- 2015: Ant-Man
- 2016: Umweg nach Hause (The Fundamentals of Caring)
- 2016: The First Avenger: Civil War (Captain America: Civil War)
- 2016: Sausage Party – Es geht um die Wurst (Sausage Party, Stimme)
- 2018: The Catcher Was a Spy
- 2018: Mute
- 2018: Ant-Man and the Wasp
- 2018: Ideal Home
- 2019: Avengers: Endgame
- 2019: Living with Yourself (Fernsehserie, 8 Folgen)
- 2021: Ghostbusters: Legacy (Ghostbusters: Afterlife)
- 2021: Der Therapeut von nebenan (The Shrink Next Door, Fernsehserie, 8 Folgen)
- 2021, 2023: What If…? (Fernsehserie, 2 Folgen, Stimme)
- 2022: Chip und Chap: Die Ritter des Rechts (Chip 'n' Dale: Rescue Rangers)
- 2022–2024: Only Murders in the Building (Fernsehserie, 14 Folgen)
- 2023: Ant-Man and the Wasp: Quantumania
- 2023: Teenage Mutant Ninja Turtles: Mutant Mayhem
- 2024: Ghostbusters: Frozen Empire
- 2024: Friendship
- 2025: Death of a Unicorn

### Drehbuchautor
- 2008: Vorbilder?! (Role Models)
- 2009–2010, 2023: Party Down (Fernsehserie, Schöpfer, Drehbuch von Folge 1x01)
- 2015: Ant-Man
- 2018: Ant-Man and the Wasp

### Produzent
- 2007: Das 10 Gebote Movie (The Ten)
- 2012: Wanderlust – Der Trip ihres Lebens (Wanderlust)

## Auszeichnungen
Am 1. Juli 2015 wurde Rudd für seine Filmkarriere in Anwesenheit seiner Familie und seines Schauspielerkollegen Michael Douglas mit der Enthüllung des 2.554. Sterns auf dem Hollywood Walk of Fame vor dem El Capitan Theatre (6834 Hollywood Boulevard) geehrt.
2018 wurde er Hasty Pudding Man of the Year.
Im Jahr 2021 kürte das People Magazine Rudd zum „Sexiest Man Alive“.